# 灣仔峽

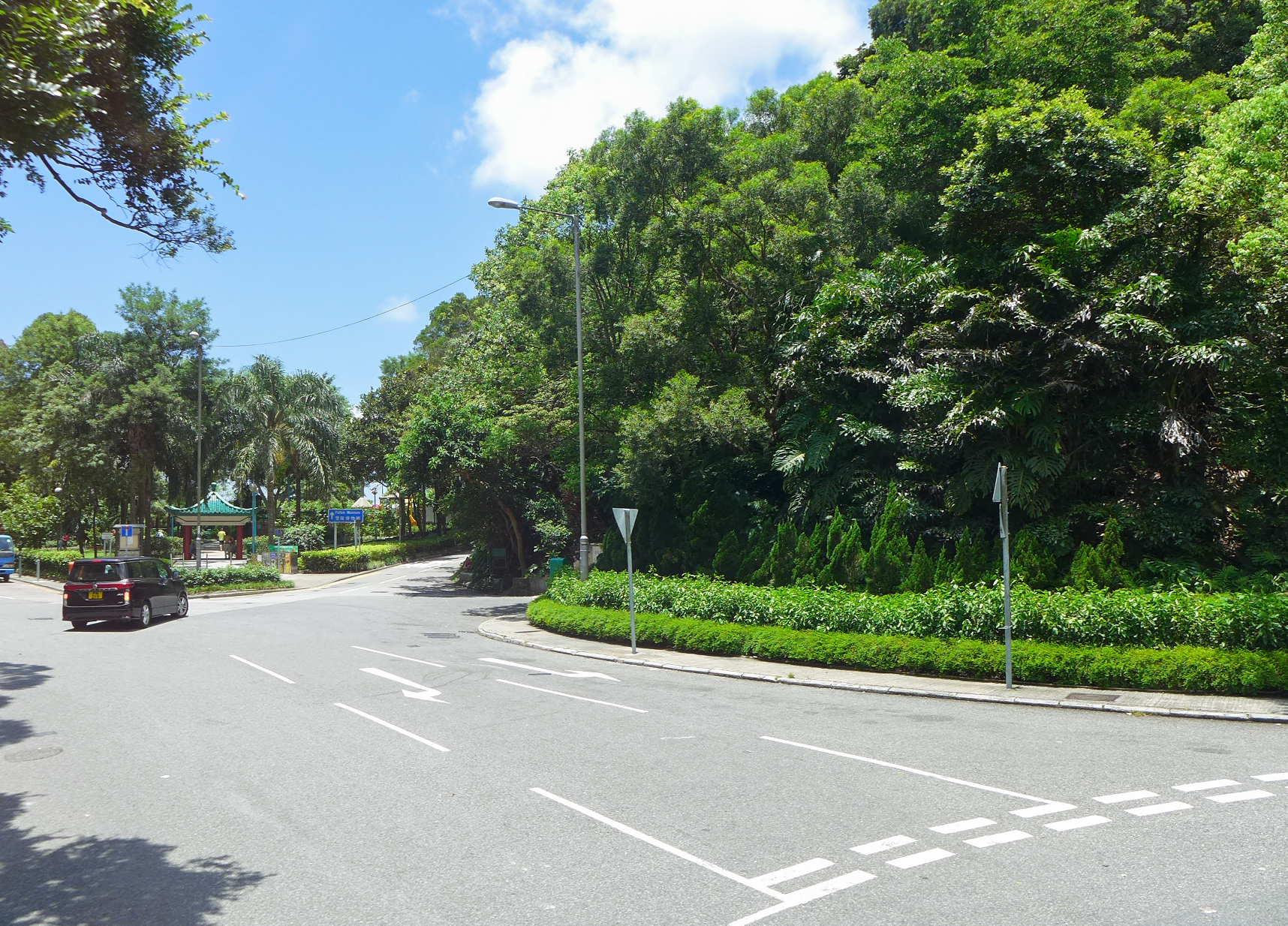
灣仔峽是8條道路的交匯之處

灣仔峽（英語：Wan Chai Gap）是香港的一個山坳，海拔298米，位於香港島灣仔區，其東面和西面分別有金馬倫山及寶雲山。
灣仔峽是8條道路的交匯之處，分別是灣仔峽道、司徒拔道、山頂道、甘道、金馬麟山道、中峽道、布力徑和香港仔水塘道。從灣仔峽道而下，可以直抵寶雲道及灣仔一帶。於灣仔峽有一公園，名為灣仔峽公園。

## 著名地點
- 警隊博物館
- 灣仔峽公園

## 外部連結
- 灣仔峽公園 （页面存档备份，存于）